# Hosszúpereszteg
Hosszúpereszteg è un comune dell'Ungheria di 766 abitanti (dati 2001). È situato nella contea di Vas.